# 桜木紫乃
桜木 紫乃（さくらぎ しの、1965年4月19日 - ）は、日本の小説家、詩人。北海道釧路市生まれ。江別市在住。

## 経歴・人物
釧路市立北中学校卒業。北海道釧路東高等学校卒業。中学生の時に原田康子の『挽歌』に出会い文学に目覚める。高校時代は文芸クラブに所属。高校卒業後、裁判所でタイピストとして勤めたが、24歳で結婚して退職し、専業主婦となる。夫の転勤に従って釧路市、網走市、留萌市などに住む。27歳で男児を出産。2人目の子供（女児）を出産直後に小説を書き始め、原田康子も所属した文芸誌「北海文学」の同人として活動。2007年に『氷平線』で単行本デビュー。
金澤 伊代名義で詩人としても活動しており、詩集も刊行している。山内惠介の演歌の作詞をいくつか手がけている。
ゴールデンボンバーのファンとしても知られており、直木三十五賞受賞の記者会見では鬼龍院翔が愛用しているタミヤロゴ入りTシャツを着用したほど。のちにラジオ「鬼龍院翔のオールナイトニッポン」で鬼龍院翔とは初対面も果たした。ストリップのファンでもあり、札幌道頓堀劇場に通っていた。
STVラジオ『貴族の時間』のリスナーであり、オンドレさくらぎの名前でメッセージを投稿している。
2013年9月25日、釧路市観光大使に任命される。
NHK北海道地方や、北海道テレビ放送の放送番組審議会の委員なども務めた。

## 作風
作品のほとんどは北海道、特に釧路市近辺を舞台としている。「新官能派」のキャッチコピーでデビューした性愛文学の代表的作家であるが、人間の本能的な行為としての悲哀という描き方であり、過激さは低い。実家は理容室であったが、15歳のときに父親が釧路町に「ホテルローヤル」というラブホテルを開業し、部屋の掃除などで家業を手伝っていたという経験が性愛への冷めた視点を形成したという。代表作『ホテルローヤル』をはじめ、いくつかの作品に同名のラブホテルが登場する。

## 文学賞受賞・候補歴
- 2001年 - 「瑠璃色のとき」で第35回北海道新聞文学賞候補。
- 2002年 - 「雪虫」で第82回オール讀物新人賞受賞。
- 2005年 - 「霧灯」で第12回松本清張賞候補。
- 2012年 - 『ラブレス』で第146回直木三十五賞候補、第14回大藪春彦賞候補、第33回吉川英治文学新人賞候補。第41回釧新郷土芸術賞受賞。
- 2013年 - 『ラブレス』で第19回島清恋愛文学賞受賞。『ホテルローヤル』で第149回直木三十五賞受賞。
- 2016年 - 『蛇行する月』で第1回北海道ゆかりの本大賞受賞。
- 2020年 - 『家族じまい』で第15回中央公論文芸賞受賞。

## 作品
- 氷平線（2007年11月 文藝春秋 / 2012年4月 文春文庫）
  - 収録作品：雪虫 / 霧繭 / 夏の稜線 / 海に帰る / 氷の棺 / 氷平線
- 風葬（2008年10月 文藝春秋 / 2016年12月 文春文庫）
- 凍原（2009年10月 小学館 / 2012年6月 小学館文庫）
- 恋肌（2009年12月 角川書店）
  - 収録作品：恋肌 / 海へ / プリズム / フィナーレ / 絹日和 / 根無草
- 硝子の葦（2010年9月 新潮社 / 2014年5月 新潮文庫）
- ラブレス（2011年8月 新潮社 / 2013年12月 新潮文庫）
- ワン・モア（2011年11月 角川書店 / 2015年1月 角川文庫）
- 起終点駅（ターミナル）（2012年4月 小学館 / 2015年3月 小学館文庫）
  - 収録作品：かたちのないもの / 海鳥の行方 / 起終点駅 / スクラップ・ロード / たたかいにやぶれて咲けよ / 潮風の家
- ホテルローヤル（2013年1月 集英社 / 2015年6月 集英社文庫）
- 誰もいない夜に咲く（2013年1月 角川文庫）
  - 収録作品：波に咲く / 海へ / プリズム / フィナーレ / 風の女 / 絹日和 / 根無草
- 無垢の領域（2013年7月 新潮社 2016年1月 新潮文庫）
- 蛇行する月（2013年10月 双葉社 2016年6月 双葉文庫）
- 星々たち（2014年6月 実業之日本社 / 2016年10月 実業之日本社文庫）
  - 収録作品：ひとりワルツ / 渚のひと / 隠れ家 / 月見坂 / トリコロール / 逃げてきました / 冬向日葵 / 案山子 / やや子
- ブルース（2014年12月 文藝春秋 / 2017年11月 文春文庫）
- それを愛とは呼ばず（2015年3月 幻冬舎 / 2017年10月 幻冬舎文庫）
- 霧（2015年9月 小学館 / 2018年11月 小学館文庫）
- 裸の華（2016年6月 集英社 / 2019年3月 集英社文庫）
- 氷の轍（2016年9月 小学館 / 2019年12月 小学館文庫）
- 砂上（2017年9月 角川書店 / 2020年7月 角川文庫）
- ふたりぐらし(2018年7月 新潮社 / 2021年3月 新潮文庫)
- 光まで5分（2018年12月 光文社 / 2021年12月 光文社文庫）
- 緋の河（2019年6月 新潮社 / 2022年3月 新潮文庫）
- 家族じまい（2020年6月 集英社 / 2023年6月 集英社文庫）
- おばんでございます（2020年11月 北海道新聞社）エッセイ・対談
- 俺と師匠とブルーボーイとストリッパー（2021年2月 KADOKAWA）
- いつかあなたをわすれても（2021年3月 集英社）
- ブルースRed（2021年9月 文藝春秋)
- サチコさんのドレス（2021年11月27日 北海道新聞社）ISBN 978-4-86721-042-0
- 孤蝶の城（2022年5月 新潮社）
- 妄想radio（2023年4月 北海道新聞社）
- ヒロイン（2023年9月 毎日新聞社）
- 彼女たち（2023年10月 KADOKAWA）
- 人生劇場（2025年3月 徳間書店）

### 作詞
- 山内惠介
  - 「青い旅人」（2018年）
  - 「やばいi」（2019年）
  - 「緋恋花」（2020年）
  - 「うかれ恋」（2022年）
  - 「あいつの彼女」（2023年）

### 金澤伊代名義
- 海のかたち（1998年8月 緑鯨社）
- 雨の檻（2000年2月 私家版）
- 午後の天気図（2000年7月 IYO・ROOM）

## 映像化作品

### テレビドラマ
- 硝子の葦 〜garasu no ashi〜（2015年2月21日 - 3月14日、全4話、WOWOW「連続ドラマW」、監督：三島有紀子、主演：相武紗季）
- ABC創立65周年記念スペシャルドラマ 氷の轍（2016年11月5日、全1話、テレビ朝日·ABC、監督：瀧本智行、主演：柴咲コウ）

### 映画
- 起終点駅 ターミナル（2015年11月7日公開、配給：東映、監督：篠原哲雄、主演：佐藤浩市）[11]
- ホテルローヤル（2020年11月13日公開、配給：ファントム・フィルム、監督：武正晴）[12]

## 出演

### テレビ番組
- 笑っていいとも!（2013年8月23日、フジテレビ） - 「テレフォンショッキング」のコーナーに出演。
- ゴロウ・デラックス（2013年11月21日、TBS）
- 加藤浩次の本気対談!コージ魂!!（2014年1月19日、BS日テレ）
- 宮崎美子のすずらん本屋堂（2014年7月4日、BS11）
- にほん風景物語（2014年7月8日、BS朝日）

### ラジオ番組
- 鬼龍院翔のオールナイトニッポン（2013年8月26日、ニッポン放送）[5]
- 貴族の時間（2021年1月、2022年1月、STVラジオ）[13][14]